# 沪太公园
沪太公园是位于中华人民共和国上海市普陀區的一個三角形公園以及社區公園，它南至新村路，北至沪太路，公园面积1.43万平方米。
公園所在地原來为农田，西側是河流和水塘。1982年，上海市城市规划建筑管理局决定在新村路滬太路路口修建沪太新村的配套公园。公園于1986年12月动工，1988年4月15日落成开放，1994年5月1日起免费入园。